# 阿賀野郵便局
阿賀野郵便局（あがのゆうびんきょく）は新潟県阿賀野市にある郵便局。民営化前の分類では集配普通郵便局であった。
郵便区番号「959-19」「959-20」「959-21」及び「959-22」の配達を受け持つ。

## 概要
住所：〒959-2099 新潟県阿賀野市中央町1-1-11

## 郵便区内の無集配郵便局
- 京ヶ瀬郵便局：〒959-2123　新潟県阿賀野市姥ヶ橋67-1
- 笹神郵便局：〒959-1919　新潟県阿賀野市山崎18-3
- 堀越郵便局：〒959-2062　新潟県阿賀野市市野山230-1
- 村杉温泉郵便局：〒959-1928　新潟県阿賀野市村杉3946-152
- 安田郵便局：〒959-2221　新潟県阿賀野市保田3731-4
  - 分田郵便局：〒959-2074　新潟県阿賀野市分田1323-9
- 大室簡易郵便局：〒959-1935　新潟県阿賀野市大室1830-5
- 小河原簡易郵便局：〒959-2134　新潟県阿賀野市小河原477-1
- 神山簡易郵便局：〒959-1961　新潟県阿賀野市山倉952-2
- 出湯温泉簡易郵便局：〒959-1926　新潟県阿賀野市出湯810-2

## 沿革
- 1872年（明治5年）旧7月 - 水原（すいばら）郵便取扱所として開設[2]。
- 1873年（明治6年） - 一旦、水原郵便役所（四等）となるが、再び郵便取扱所に戻る[2]。
- 1875年（明治8年）1月1日 - 水原郵便局（五等）となる[2]。
- 1877年（明治10年）8月 - 四等郵便局となる[2]。
- 1880年（明治13年）10月16日 - 為替取扱を開始。同年、貯金取扱を開始[2]。
- 1886年（明治19年）4月26日 - 三等郵便局となる[3]。
- 1896年（明治29年）7月1日 - 小包郵便取扱開始[4]。
- 1897年（明治30年）
  - 11月26日 - 水原郵便電信局（三等）となる[5]。
  - 12月20日 - 電信為替事務開始[6]。
- 1902年（明治35年）3月10日 - 集配区内に笹岡郵便受取所設置、貯金事務取扱[7]。
- 1903年（明治36年）4月1日 - 通信官署官制の施行に伴い水原郵便局となる。
- 1905年（明治38年）4月1日 - 笹岡郵便受取所を笹岡郵便局（三等、無集配）に改定[8]。
- 1910年（明治43年）2月11日 - 電話通話事務開始[9]。
- 1911年（明治44年）
  - 8月1日 - 特設電話加入申請受理開始[10]。
  - 11月26日 - 電話交換業務を開始、併せて託送電報も取扱う[11]。
- 1912年（大正元年）9月2日 - 信越線（現羽越本線）新津-新発田間開通に伴い鉄道郵便線路開通、その受渡局となる[12]。
- 1918年（大正7年）9月11日 - 集配区内に村杉郵便局（三等、無集配）開局[13]。
- 1920年（大正9年）7月1日 - 安田郵便局の集配区内に分田郵便局（三等、無集配）開局[14]。
- 1923年（大正12年）8月11日 - 村杉郵便局が村杉温泉郵便局に改称[15]。
- 1935年（昭和10年）2月1日 - 集配区内に京ヶ瀬郵便取扱所設置[16]。
- 1937年（昭和12年）11月11日 - 京ヶ瀬郵便取扱所を京ヶ瀬郵便局（三等、無集配）に改定[17]。
- 1940年（昭和15年）12月6日 - 集配区内に堀越郵便局（三等、無集配）開局[18]。
- 1941年（昭和16年）2月11日 - 分田郵便局にて電話交換業務開始[19]。
- 1946年（昭和21年）11月1日 - 郵便区内に神山郵便局（無集配）開局[20]。
- 1951年（昭和26年）3月30日 - 村杉温泉郵便局にて電話交換業務開始[21]。
- 1954年（昭和29年）
  - 5月16日 - 郵便区内に大室簡易郵便局開局[22]。
  - 10月11日 - 神山郵便局にて電話通話事務開始[23]。
- 1955年（昭和30年）3月1日 - 風景入通信日附印使用開始[24]。
- 1957年（昭和32年）
  - 3月11日 - 分田郵便局にて電話交換事務廃止、水原郵便局が継承[25]。
  - 9月 - 局舎落成。
  - 11月16日 - 特定郵便局から普通郵便局に局種別改定[26]。
- 1968年（昭和43年）3月23日 - 水原郵便局（電話交換及び和文電報配達）及び笹岡郵便局（和文電報配達）にて電気通信業務廃止、水原電報電話局に移管[27]。
- 1969年（昭和44年）6月16日 - 郵便区内に小河原簡易郵便局開局[28]。
- 1971年（昭和46年）7月23日 - 京ヶ瀬郵便局にて電話交換及び和文電報配達業務廃止、水原電報電話局に移管[29]。
- 1972年（昭和47年）7月1日 - 郵便区内に出湯温泉簡易郵便局開局[30]。
- 1974年（昭和49年）
  - 4月10日 - 出湯温泉簡易郵便局が一時閉鎖[31]。
  - 6月1日 - 出湯温泉簡易郵便局が営業再開[32]。
- 1975年（昭和50年）
  - 8月27日 - 村杉温泉郵便局にて電話交換業務廃止、水原電報電話局に移管[33]。
  - 11月17日 - 北蒲原郡水原町中央町二丁目から同町中央町一丁目に移転[34]。
- 1983年（昭和58年）10月1日 - 分田郵便局にて和文電報配達業務廃止、水原電報電話局に移管[35]。
- 1984年（昭和59年）2月1日 - 鉄道郵便受渡廃止[36]。
- 1988年（昭和63年）
  - 3月31日 - 神山郵便局廃止、水原郵便局が事務継承[37]。
  - 4月1日 - 神山簡易郵便局開局[38]。
- 1998年（平成10年）11月30日 - 笹岡郵便局が北蒲原郡笹神村笹岡338-1から同郡同村山崎18-3に移転の上笹神郵便局に改称[39]。
- 2000年（平成12年）
  - 8月7日 - 京ヶ瀬郵便局が北蒲原郡京ヶ瀬村姥ヶ橋594-3から同郡同村姥ヶ橋67-1に移転[40]。
  - 8月14日 - 外国通貨の両替および旅行小切手の売買に関する業務取扱を開始。
- 2001年（平成13年）8月6日 - 堀越郵便局が北蒲原郡水原町野地城271から同郡同町市野山230-1に移転[41]。
- 2004年（平成16年）
  - 3月29日 - 安田郵便局から集配業務を移管[42]。
  - 4月1日 - 阿賀野郵便局に改称[43]。
- 2007年（平成19年）10月1日 - 民営化に伴い、併設された郵便事業阿賀野支店に一部業務を移管。
- 2012年（平成24年）10月1日 - 日本郵便株式会社発足に伴い、郵便事業阿賀野支店を阿賀野郵便局に統合。

## 取扱内容
- 郵便、印紙、ゆうパック、内容証明
- 貯金、為替、振替、振込、国際送金、国債、投資信託
- 生命保険、バイク自賠責保険、自動車保険
- ゆうちょ銀行ATM
- 「959-19xx」「959-20xx」「959-21xx」「959-22xx」区域（阿賀野市の全域）の集配業務
- ゆうゆう窓口

## 周辺
- 阿賀野市役所
- 阿賀野警察署
- 瓢湖
- 国道460号

## アクセス
- JR羽越本線 水原駅から北東へ約1.2km（徒歩約14分）
- 新潟交通観光バス、阿賀野市営バス 水原仲町停留所下車
- 磐越自動車道 新津ICから北東へ約9km、安田ICから北へ約10km、日本海東北自動車道 豊栄新潟東港ICから南へ約12km
- 国道49号沿い
- 駐車場あり：13台